# 발키리 프로파일 (비디오 게임)
《발키리 프로파일》(Valkyrie Profile, ヴァルキリープロファイル)은 트라이에이스가 제작하고 에닉스가 배급한 롤플레잉 비디오 게임이다. 플레이스테이션 1용 게임으로 일본서 1999년 12월 22일에 처음 출시됐다. 북유럽 신화에 바탕을 둔 판타지 세계 미드가르드를 무대로, 제목과 같이 발키리인 주인공 레네스의 이야기를 다뤘다. 다가올 미래에 멸망을 초래할 라그나로크에 대비하는 발키리로서, 각지의 죽은 영웅들의 영혼을 구원하고 동료로 삼아 괴물들과 맞서 싸우는 여정이 담겨있다. 이야기 중반부에 들어선 레네스가 발키리가 되기 이전의 잃어버린 기억에 대한 실마리를 찾는 것도 주된 목표가 된다.
첫 발매 후 《발키리 프로파일》은 일본에서 약 31만 장을 판매하면서 상업적 성공을 이뤘다. 당시 언론으로부터 깊이있고 신선한 게임플레이 시스템과 북유럽 신화에 기반을 둔 개성있는 이야기로 찬사를 받았다. 높은 명성에 힘입어 2006년에는 플레이스테이션 2로 후속작 《발키리 프로파일 2: 실메리아》, 2008년엔 닌텐도 DS로 스핀오프 《발키리 프로파일: 죄를 짊어진 자》가 발매됐다.
2006년에는 플레이스테이션 포터블로 《발키리 프로파일: 레네스》라는 제목의 확장 및 이식판이 출시됐다. 이후 같은 게임이 2018년 iOS 및 안드로이드 플랫폼으로 모바일판이 발매됐다.

## 평가
| 평가 |                        |
| --- | ---------------------- |
| 통합 점수 통합사 점수 메타크리틱 PS: 81/100 [ 2 ] PSP: 80/100 [ 3 ] 평론 점수 평론사 점수 패미츠 35/40 [ 4 ] 게임스팟 7.5/10 [ 5 ] IGN 9.1/10 [ 6 ] 넥스트 제네레이션 [ 7 ] TouchArcade [ 8 ] |                        |
| 통합 점수 |                        |
| 통합사 | 점수                   |
| 메타크리틱 | PS: 81/100 PSP: 80/100 |
| 평론 점수 |                        |
| 평론사 | 점수                   |
| 패미츠 | 35/40                  |
| 게임스팟 | 7.5/10                 |
| IGN | 9.1/10                 |
| 넥스트 제네레이션 | [ 7 ]                  |
| TouchArcade | [ 8 ]                  |